# Holzhausen (Amt Wachsenburg)
Holzhausen è una frazione (Ortsteil) del comune tedesco di Amt Wachsenburg.